# David Fernández Martín
David Fernández Martín (El Ejido, Almería, España, 19 de septiembre de 1990), más conocido como David Fernández, es un futbolista español. Juega de defensa y su actual equipo es el Club Deportivo El Ejido 2012, que milita en el Grupo IV de la Segunda División B de España.

## Trayectoria
Nacido en El Ejido, Almería, David Fernández empezó su carrera en las categorías inferiores del Club Polideportivo Ejido. Entre las temporadas 2007 y 2010 alterna en el juvenil y el equipo filial del Club Polideportivo Ejido. 
En la temporada 2009-2010 ficha por Las Norias CF. 
En la siguiente temporada, la 2010-11, ficha por el Real Valladolid C.F. "B".
En la temporada 2011-12, ficha por el Club Polideportivo Ejido, equipo que compite en Segunda División B de España. Hasta que por problemas económicos, hacen que el club desaparezca y por lo tanto la plantilla tiene la carta de libertad para fichar por cualquier equipo.
El 23 de enero de 2012, ficha por el Burgos C.F., equipo que compite en Segunda División B de España.
En la temporada 2012-13 ficha por el CD Comarca de Níjar, equipo que esa temporada compite en Tercera División de España.
En la temporada 2013-14, vuelve a su ciudad natal y ficha por el CD El Ejido 2012.
El 10 de julio de 2015, se oficializa que renueva por una temporada más con el CD El Ejido 2012.

## Estadísticas

### Clubes
| Club                     | País   | Año               |
| ------------------------ | ------ | ----------------- |
| Poli Ejido "B"           | España | 2007 - 2009       |
| Las Norias C.F.          | España | 2009 - 2010       |
| Real Valladolid C.F. "B" | España | 2010 - 2011       |
| Poli Ejido               | España | 2011              |
| Burgos C.F.              | España | 2012              |
| CD Comarca de Níjar      | España | 2012 - 2013       |
| CD El Ejido 2012         | España | 2013 - Actualidad |